# Kamratkrigarna
Kamratkrigarna (grekiska: Hetairoi) var Makedoniens elitkavalleri under Filip II:s och framför allt Alexander den stores tid. Enheten var välutrustad och bestod av makedonska adelsmän som hade råd med tunga rustningar och stridstränade hästar. Alexander den store gav enheten dess namn eftersom han anförde den personligen på slagfältet och därför uppskattade männen honom högt. Namnet kommer även av att hierarkin inom kamratkrigarna var närmast obefintlig, alla sågs som jämlika (denna jämlikhet, mellan män, var en viktig del av grekisk och makedonsk kultur) med varandra, även om männen givetvis lydde varje order från Alexander, eller något annat befäl, utan tvekan. Till kamratkrigarnas största bedrifter hör kavallerichocken som avgjorde slaget vid Gaugamela.

## Utrustning
Kamratkrigarna var beväpnade med ett långt spjut (grekiska: xyston) som soldaterna höll med båda händerna, vapnet kunde även användas för att hugga. Soldaterna hade även ett eneggat svärd (grekiska: kopsis) som var brukligt i närstrid när de stred avsuttna. Som rustning använde de kyrass och hjälmar.

## Organisation och användning
Kamratkrigarna var indelade i skvadroner (grekiska: Ile) som uppgick till 200 man styck, förutom det kungliga gardet (grekiska: basilike-ile) vilka var 300 till antalet. Filip II utvecklade kamratkrigarna från att endast ha varit en kunglig vakt som uppgick till 600 man till att omfatta 2 000 man. Under fälttåget österut tog Alexander med sig 1 200 man uppdelade på åtta skvadroner.
Kamratkrigarna användes av Alexander som hammare medan hans falanger med pikmän utgjorde städet mot vilket hammaren slog. Tanken var att pikmännen skulle "nagla fast" sina motståndare så att Kamratkrigarna skulle kunna falla dem i flanken. Filip II introducerade konceptet att kavalleri skulle vara en viktig del av en armé. I grekisk krigföring användes kavalleri tidigare mest som spaningsenhet medan det var helt upp till falangerna (som för övrigt rekryterade män från de högre samhällsklasserna i de grekiska stadsstaterna) att göra upp tills den ena sidan såg sig besegrad.

## Efterföljare
Liknande truppstyrkor användes av flera av diadochi-regimerna som efterkom Alexanders välde. Attalidska riket utrustade dem med tyngre rustningar och en stor rundsköld. Vissa nutida historiker menar att Kamratkrigarna utgjorde grundstenen för en tradition av grekiska tunga kavallerister såsom kataphrakterna fram till 1400-talet. 